# System V Interface Definition
De System V Interface Definition (SVID) is een standaard die het AT&T UNIX System V-gedrag beschrijft, inclusief dat van systeemaanroepen, C-bibliotheken, beschikbare programma's en apparaten.
Hoewel het niet de eerste poging was tot een standaardisatiedocument (de UNIX-gebruikersgroep  /usr/group publiceerde in 1984 een standaard op basis van System III met een paar toevoegingen van BSD), was het een belangrijke poging in de vroege standaardisatie van UNIX in een periode waarin UNIX-varianten zich snel vermenigvuldigden en portabiliteit op zijn best problematisch was. In 1986 vereiste AT&T conformiteit met SVID versie 2 als leveranciers hun producten daadwerkelijk als "System V R3" wilden aanbieden.
In de jaren negentig werd het belang ervan echter grotendeels overschaduwd door POSIX en de Single UNIX Specification, die deels op de SVID gebaseerd waren. Ook hun leveranciersonafhankelijke aanpak speelde daarin mee (zie Unixoorlogen).

## Versies
- Versie 1, gebaseerd op System V Release 2 (1985)[4]
- Versie 2, gebaseerd op System V Release 3 (1986)[5]
- Versie 3, gebaseerd op System V Release 4 (1989)[6]
- Versie 4, bijgewerkt om te voldoen aan XPG4 en POSIX 1003.1-1990 (1995)[7]